# Inchon (film)
Inchon is een oorlogsfilm uit 1982 over de Slag bij Incheon in Zuid-Korea tijdens de Koreaanse Oorlog. De film werd gefinancierd door de Verenigingskerk van Sun Myung Moon.
Ondanks een groot budget en sterren als Laurence Olivier en Jacqueline Bisset, flopte Inchon gigantisch en wordt beschouwd als een van de slechtste films aller tijden. De film kostte naar schatting 46 miljoen dollar (volgens sommige schattingen nog veel meer, tot 104 miljoen dollar), maar bracht uiteindelijk maar 4,4 miljoen dollar in het laatje. Inchon kreeg in 1983 vier Golden Raspberry Awards: voor slechtste film, slechtste acteur (Laurence Olivier), slechtste regisseur (Terence Young) en slechtste scenario. Daarnaast kreeg het ook nog een nominatie voor slechtste mannelijke bijrol (Ben Gazzara).
Het filmproject was een initiatief van Sun Myung Moon, de steenrijke leider van de Verenigingskerk, die volgens het verhaal op een goede dag begon te huilen en niet meer kon ophouden. Hij ging naar de bioscoop, waarop het huilen ophield. Moon zag dit als een teken van God en besloot zelf een film te maken. Moon financierde de film zelf, samen met een Japanse zakenman, Matsusaburo Sakaguchi, die eigenlijk een 11-delig filmepos over Jezus Christus wilde maken, maar door Moon overtuigd werd om eerst een film over de Slag bij Incheon te maken, een overwinning van generaal Douglas MacArthur die volgens Moon goddelijk geïnspireerd was.
Terence Young, die eerder Dr. No en twee andere James Bondfilms had geregisseerd, werd als regisseur ingehuurd. Douglas MacArthur werd gespeeld door de Britse ster Laurence Olivier, die een grote comeback had gemaakt na succesvolle films als The Boys from Brazil (1978) en The Jazz Singer (1980). Naast Olivier speelden Ben Gazzara, Jacqueline Bisset, Richard Roundtree, David Janssen en Toshiro Mifune in de film.
De productie van de film werd geplaagd door vele tegenslagen:
- Een tyfoon verwoestte een nagebouwde vuurtoren, die weer helemaal opnieuw moest worden opgebouwd.
- De landingen op het strand van Incheon moesten opnieuw worden geschoten, met een prijskaartje van meer dan 2 miljoen dollar, nadat een assistent-regisseur de schepen in de verkeerde richting stuurde.
- De scènes waarin generaal MacArthur in een limousine langs de verwelkomende massa rijdt moesten drie keer worden overgedaan. De eerste keer waren er te weinig mensen, en de tweede keer kwamen de opnames niet overeen met de opnames van de eerste poging. Uiteindelijk werd een studio in Dublin ingehuurd om de scènes te filmen, wat 3 miljoen dollar kostte.
- Het Amerikaanse ministerie van defensie stond toe dat 1500 Amerikaanse soldaten gelegerd in Korea in de film als extra's zouden optreden. Toen ze erachter kwamen dat de film door Moon werd gefinancierd, trokken ze hun steun terug.
- De acteerprestaties van hoofdrolspeler Olivier waren niet al te best vanwege zijn zeer slechte gezondheid (hij zou in 1989 overlijden). Hij gaf in een interview toe dat hij alleen nog filmrollen speelde om geld te verdienen voor de erfenis van zijn kinderen. Olivier had ook gelezen dat MacArthur make-up droeg en besloot zelf nogal overdreven make-up op te doen, waardoor hij in de film iets weg heeft van een travestiet of wassen beeld. Olivier had ook weinig vertrouwen in het filmproject; hij stond erop dat hij elke week contant betaald zou worden met een koffer vol geld dat per helikopter ingevlogen werd.

De film kreeg een zeer slechte ontvangst bij de première op het filmfestival van Cannes in 1982. Hierop werd de film verkort van 140 minuten naar 105 minuten, waarbij alle scènes met David Janssen uit de film geknipt werden. Ook werd een enorme publiciteitscampagne gelanceerd in de Verenigde Staten. Desalniettemin kreeg de film vernietigende kritieken. Het publiek bleef hierdoor weg, ook omdat veel mensen dachten dat de film onderdeel was van een poging van Moons Verenigingskerk (door sommigen gezien als een sekte) om nieuwe leden te rekruteren. Een week na de Amerikaanse première op 17 september 1982 verdween de film weer uit de bioscopen. De film is nooit uitgebracht op videocassette of dvd.

## Rolverdeling
| Acteur            | Personage                 |
| ----------------- | ------------------------- |
| Laurence Olivier  | General Douglas MacArthur |
| Jacqueline Bisset | Barbara Hallsworth        |
| Ben Gazzara       | Frank Hallsworth          |
| Toshiro Mifune    | Saito                     |
| Richard Roundtree | Augustus Henderson        |
| David Janssen     | David Feld                |
| Namkoong Won      | Park                      |
| Karen Kahn        | Lim                       |
| Rex Reed          | Longfellow                |
| Gabriele Ferzetti | Turkse brigadier          |
| Sabine Sun        | Marguerite                |
| Dorothy James     | Jean MacArthur            |

## Wetenswaardigheden
- Robin Moore, een van de twee schrijvers van het Golden Raspberry Award-winnende scenario, schreef ook het boek The Happy Hooker samen met Xaviera Hollander.